# Carnage (lik)
Carnage je izmišljen lik in stripovski superzlobnež v stripih ameriške založbe Marvel. Ustvarila sta ga pisatelj David Michelinie in risar Mark Bagley. Prvič se je pojavil v stripu The Amazing Spider-Man #300 (Maj 1988). Carnage pripada čutečim nezemeljskim bitjem amorfne oblike, ki preživijo tako, da se vežejo na gostitelja, običajno človeka in pri tem dobijo povečane moči. Carnage, ki je potomec Venoma, je veliko močnejši od svojega matičnega simbiota in je v mnogih pogledih njegova temnejša različica. Carnage je naveden kot eden največjih sovražnikov Venoma in Spider-Mana.

## Življenjepis lika
Carnage nastane, ko se majhen delček Venoma poveže v telo zapornika Cletusa Kasadyja. Cletus je serijski morilec, čigar sadistična osebnost se popolnoma ujema s simbiotom. Ko se Cletus in Carnage povežeta, povzročita hudo opustošenje, pri tem pa je Venom poleg Spider-Mana edini, ki ga lahko ustavi. Venom na koncu premaga Carnageja tako, da ubije njega in Cletusa.